# Pindi Bhattian
Pindi Bhattian es una localidad de Pakistán, en la provincia de Punyab.

## Demografía
Según estimación 2010 contaba con 28.911 habitantes.